# Rhipidura semirubra
El abanico de la Manus (Rhipidura semirubra) es una especie de ave paseriforme de la familia Rhipiduridae endémica de las islas del Almirantazgo.

## Distribución y hábitat
El abanico de la Manus es endémico de las islas del Almirantazgo, pertenecientes a Papúa Nueva Guinea, y a pesar de su nombre la especie está extinta en la isla Manus, la isla principal del archipiélago.